# It's Good News Week
It's Good News Week è una canzone del 1965 di Jonathan King, prodotto da Kenneth King per la Decca e un singolo interpretato dagli Hedgehoppers Anonymous.

## Successo
La canzone raggiunse la posizione #5 nella classifica britannica e rimase nella top 75 delle canzoni più vendute per 12 settimane.
Sono state scritte due versioni della canzone. La casa discografica Decca consigliò di variare il testo delle canzone, spiegò Jonathan King in una intervista: "Mi è stato detto che non avrebbero suonato una canzone con un testo sulle "mucche sacre"